# Бурини, Ренцо
Ренцо Бурини (итал. Renzo Burini; 10 октября 1927, Пальманова — 25 октября 2019) — итальянский футболист, играл на позиции нападающего. По завершении игровой карьеры — футбольный тренер.
Выступал за «Милан», «Лацио» и «Чезену», а также национальную сборную Италии.

## Клубная карьера
Родился 10 октября 1927 года в городе Пальманова. Воспитанник футбольной школы клуба «Пальманова».
Во взрослом футболе дебютировал в 1947 году выступлениями за команду клуба «Милан». Дебютировал в Серии А 4 января 1948 года в поединке против «Бари» (8:1), сделав дубль, после чего быстро стал основным игроком. 1 февраля 1953 года в матче против «Палермо» получил перелом правой ноги, после травмы больше за «Милан» не играл. Всего за «россо-нери» провёл шесть сезонов, приняв участие в 190 матчах чемпионата в Серии А, и в сезоне 1950/51 стал чемпионом Италии.
В 1953 году перешёл в «Лацио». Здесь Ренцо становится основным игроком на протяжении 6 сезонов, проведя в общей сложности 148 матчей (140 в чемпионате и 8 в Кубке Италии) и забив 40 голов (35 и 5 соответственно). В 1958 году с «бело-голубыми» Бурини одержал победу в Кубке Италии. В общем провёл 330 матчей и забил 123 гола в Серии А.
Завершил профессиональную игровую карьеру в 1962 году в клубе «Чезена» из низших дивизионов, в котором в течение 1959—1961 годов работал играющим тренером.

## Выступления за сборную
8 апреля 1951 года дебютировал в официальных играх в составе национальной сборной Италии в Лиссабоне в товарищеском матче против сборной Португалии, забив свой первый и единственный гол за скуадру адзурру. Всего в течение карьеры в национальной команде, которая длилась 5 лет, провёл в форме главной команды страны лишь 4 матча, забив 1 гол.
В составе сборной был участником футбольного турнира на Олимпийских играх 1948 года в Лондоне.

## Карьера тренера
Начал тренерскую карьеру, ещё продолжая играть на поле, в 1959 году, возглавив тренерский штаб «Чезены». В 1962—1963 годах работал главным тренером клуба «Форли».
В сезоне 1968/69, с целью быть недалеко от дома, принимает предложение «Про Патрии» из Серии С, где становится помощником Карло Регалии. Эту должность он занимал в течение двух лет. В сезоне 1970/71 Ренцо стал главным тренером клуба и спас команду от вылета из Серии С.
Позднее работал в клубе «Оменья» и «Монца», где провёл несколько лет, в том числе работая с молодёжными командами. В сезоне 1981/82 вернулся в «Про Патрию» из Серии С2, работая помощником Леопольда Зигеля.

## Статистика выступлений

### Статистика клубных выступлений
| Сезон   | Клуб     | Чемпионат | Чемпионат | Чемпионат |
| Сезон   | Клуб     | Лига      | Игр       | Голов     |
| ------- | -------- | --------- | --------- | --------- |
| 1947/48 | «Милан»  | A         | 19        | 6         |
| 1948/49 | «Милан»  | A         | 34        | 13        |
| 1949/50 | «Милан»  | A         | 35        | 21        |
| 1950/51 | «Милан»  | A         | 35        | 12        |
| 1951/52 | «Милан»  | A         | 36        | 22        |
| 1952/53 | «Милан»  | A         | 31        | 13        |
| 1953/54 | «Лацио»  | A         | 32        | 6         |
| 1954/55 | «Лацио»  | A         | 31        | 8         |
| 1955/56 | «Лацио»  | A         | 30        | 7         |
| 1956/57 | «Лацио»  | A         | 18        | 5         |
| 1957/58 | «Лацио»  | A         | 20        | 7         |
| 1958/59 | «Лацио»  | A         | 9         | 2         |
| 1959/60 | «Чезена» | D         | 28        | 7         |
| 1960/61 | «Чезена» | C         | 24        | 2         |
| 1961/62 | «Чезена» | C         | 14        | 4         |

## Титулы и достижения

### Как игрока
- Чемпион Италии (1):

«Милан»: 1950/51
- Обладатель Кубка Италии (1):

«Лацио»: 1957/58
- Обладатель Латинского кубка (1):

«Милан»: 1951